# 帕克林縣

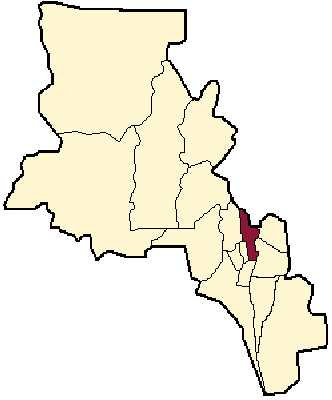

28°10′S 65°41′W / 28.167°S 65.683°W
帕克林縣（西班牙語：Departamento Paclín），是阿根廷的縣份，位於該國西北部卡塔馬卡省，首府設於拉梅賽德，面積985平方公里，該地區的地震活動頻繁和低強度，2010年人口4,185。